# Kristen Wiig
Kristen Wiig (n. 22 august 1973, Canandaigua⁠(d), New York, SUA) este o actriță americană. 

## Filmografie

### Film
| An   | Titlu                             | Rol                     | Note                       |
| ---- | --------------------------------- | ----------------------- | -------------------------- |
| 2006 | Unaccompanied Minors              | Carole Malone           |                            |
| 2007 | Knocked Up                        | Jill                    |                            |
| 2007 | Meet Bill                         | Jane Whitman            |                            |
| 2007 | The Brothers Solomon              | Janine                  |                            |
| 2007 | Walk Hard: The Dewey Cox Story    | Edith Cox               |                            |
| 2008 | Semi-Pro                          | Bear Handler            |                            |
| 2008 | Forgetting Sarah Marshall         | Yoga Instructor         |                            |
| 2008 | Pretty Bird                       | Mandy                   |                            |
| 2008 | Ghost Town                        | Surgeon                 |                            |
| 2009 | Adventureland                     | Paulette                |                            |
| 2009 | Ice Age: Dawn of the Dinosaurs    | Pudgy Beaver Mom (voce) |                            |
| 2009 | Whip It                           | Maggie Mayhem           |                            |
| 2009 | Extract                           | Suzie Reynolds          |                            |
| 2010 | How to Train Your Dragon          | Ruffnut (voce)          |                            |
| 2010 | Date Night                        | Haley Sullivan          |                            |
| 2010 | MacGruber                         | Vicki St. Elmo          |                            |
| 2010 | Despicable Me                     | Miss Hattie (voce)      |                            |
| 2010 | All Good Things                   | Lauren Fleck            |                            |
| 2011 | Paul                              | Ruth Buggs              |                            |
| 2011 | Bridesmaids                       | Annie Walker            | Și scenarist și producător |
| 2012 | Friends with Kids                 | Missy                   |                            |
| 2012 | Revenge for Jolly!                | Angela                  |                            |
| 2013 | Girl Most Likely                  | Imogene                 | Și producător executiv     |
| 2013 | Despicable Me 2                   | Agent Lucy Wilde (voce) |                            |
| 2013 | Her                               | SexyKitten (voce)       |                            |
| 2013 | The Secret Life of Walter Mitty   | Cheryl Melhoff          |                            |
| 2013 | Anchorman 2: The Legend Continues | Chani                   | [ 7 ]                      |
| 2014 | Hateship, Loveship                | Johanna Parry           |                            |
| 2014 | The Skeleton Twins                | Maggie                  |                            |
| 2014 | How to Train Your Dragon 2        | Ruffnut (voce)          |                            |
| 2014 | Welcome to Me                     | Alice Klieg             | Și producător              |
| 2015 | The Diary of a Teenage Girl       | Charlotte               |                            |
| 2015 | Nasty Baby                        | Polly                   |                            |
| 2015 | The Martian                       | Annie Montrose          |                            |
| 2016 | Zoolander 2                       |                         | Post-producție             |
| 2016 | Sausage Party                     | Hot dog bun (voce)      | Post-producție             |
| 2016 | Ghostbusters                      | Erin Gilbert            | Post-producție             |
| TBA  | Masterminds                       | Kelly                   |                            |

### Televiziune
| An        | Titlu                                      | Rol                     | Note                                                     |
| --------- | ------------------------------------------ | ----------------------- | -------------------------------------------------------- |
| 2003      | The Joe Schmo Show                         | Dr. Pat                 | 9 episoade                                               |
| 2004      | I'm with Her                               | Kristy                  | Episodul: "The Heartbreak Kid"                           |
| 2004      | The Drew Carey Show                        | Sandy                   | Episodul: "House of the Rising Son-in-Law"               |
| 2005–2012 | Saturday Night Live                        | Various                 | 135 episoade                                             |
| 2007      | 30 Rock                                    | Candace Van der Shark   | Episodul: "Somebody to Love"                             |
| 2009      | Flight of the Conchords                    | Brahbrah                | Episodul: "Love Is a Weapon of Choice"                   |
| 2009–2010 | Bored to Death                             | Jennifer Gladwell       | 3 episoade                                               |
| 2010      | Ugly Americans                             | Tristan (voce)          | Episodul: "So, You Want to Be a Vampire?"                |
| 2010      | The Cleveland Show                         | Mrs. Stapleton (voce)   | Episodul: "The Curious Case of Jr. Working at The Stool" |
| 2011–2014 | The Looney Tunes Show                      | Lola Bunny (voce)       | 25 episoade                                              |
| 2011      | The Simpsons                               | Calliope Juniper (voce) | Episodul: "Flaming Moe"                                  |
| 2011      | SpongeBob SquarePants                      | Madame Hag Fish (voce)  | Episodul: "The Curse of the Hex"                         |
| 2012      | Portlandia                                 | Gathy                   | Episodul: "Cat Nap"                                      |
| 2013      | The Simpsons                               | Annie Crawford (voce)   | Episodul: "Homerland"                                    |
| 2013      | Saturday Night Live                        | Herself (host)          | Episodul: "Kristen Wiig/Vampire Weekend"                 |
| 2013      | Arrested Development                       | Young Lucille Bluth     | 7 episoade                                               |
| 2013      | Drunk History                              | Patty Hearst            | Episodul: "San Francisco"                                |
| 2014      | The Spoils of Babylon                      | Cynthia Morehouse       | 6 episoade                                               |
| 2015      | A Deadly Adoption                          | Sarah Benson            | Film TV                                                  |
| 2015      | The Spoils Before Dying                    | Delores O’Dell          | 6 episoade                                               |
| 2015      | Wet Hot American Summer: First Day of Camp | Courtney                | 3 episoade                                               |